# Бишопс-Стортфорд (футбольный клуб)
«Бишопc Стортфорд» (англ. Bishop's Stortford F.C.) — английский футбольный клуб, базирующийся в торговом городке Бишоп-Стортфорд на востоке графства Хартфордшир. С 2004 года выступает в Южной Конференции.

Клуб был основан в 1874, а в 1974 стал последним победителем Любительского кубка Футбольной ассоциации Англии (англ. FA Amateur Cup). В 2002 Бишоп-Стортфорд вышел из 1 Див. Истмийской Лиги в Национальную Конференцию. В 2004 клуб был переведен во свежесозданную Южную Конференцию.

## Достижения
- Любительский кубок Англии
  - Победители 1974
- ФА Трофи
  - Победители 1981
- Лига Станстед и дистрикт
  - Победители 1910–11, 1912–13, 1919–20
- Лига Саффрон Уолден и дистрикт
  - Победители 1911–12, 1912–13, 1913–14
- Восточная лига Хартфордшира
  - Первый дивизион Победители 1919–20
- Спартанская лига
  - Второй дивизион (восток) Победители 1931–32
- Дельфийская лига
  - Победители 1954–55
- Афинская лига
  - Премьер дивизион Победители 1969–70
  - Первый дивизион Победители 1965–66
- Истмийская лига
  - Премьер-дивизион Победители 2022/23
  - Первый дивизион Победители 1980–81, 1993–94
- Главный кубок Хартфордшира
  - Победители 1932–33, 1958–59, 1959–60, 1963–64, 1970–71, 1972–73, 1973–74, 1975–76, 1986–87, 2005–06, 2009–10, 2011–12
  - Финалисты 1954–55, 1976–77, 1988–89